# Ptičja noga
Ptičja noga (ptičonoga, tičja noga, lat. Ornithopus), manji biljni rod jednogodišnjeg raslinja iz porodice mahunarki. Pripada mu šest vrsta. Rasprostranjene su po Europi i Novom Zelandu, a neke su uvezene i u Sjevernu Ameriku, O. sativus, ili obična ptičja noga. 
Od šest vrsta tri rastu i po Hrvatskoj, to su žuta ptičja noga (O. compressus), ptičonoga majušna (Ornithopus perpusillus) i Ornithopus pinnatus.

## Vrste
1. Ornithopus × bardiei Jeanj.
2. Ornithopus compressus L.
3. Ornithopus micranthus (Benth.) Arechav.
4. Ornithopus perpusillus L.
5. Ornithopus pinnatus (Mill.) Druce
6. Ornithopus sativus Brot.
7. Ornithopus uncinatus Maire & Sam.